# Niya
|  | No s'ha de confondre amb Regne de Niya. |

Niya (泥雅) fou una antiga ciutat al sud de la conca del Tarim, actualment a la regió autònoma de Xinjiang, a la República Popular de la Xina.
S'hi han trobat nombroses escriptures budistes i era una parada de la ruta de la Seda, al nord de l'actual Minfeng o Nova Niya.